# Фрезия
Фре́зия, или фрее́зия (лат. Freesia) — род африканских многолетних травянистых клубнелуковичных растений семейства Ирисовые (Касатиковые).

## Название
Род был назван в честь немецкого врача Фридриха Фрезе (нем. Friedrich Heinrich Theodor Freese, 1795—1876).
Не следует путать род Фрезия (Freesia) с родом Фризея (Vriesea) из семейства Бромелиевые.

## Описание
Растение высотой от 20 до 70 см (вид Фрезия гибридная (Freesia × hybrida) — достигает высоты 1 м), с сильно разветвлённым голым стеблем. Листья линейные, с проступающей центральной жилкой длиной 15—20 см, шириной около 1 см. Цветков от двух до пяти в слабом одностороннем разветвлённом соцветии. Цветки очень душистые, узковоронковидные, 3—5 см длины, трубка слабая, узкая, у основания с широким горлышком (до 6 см). Доли околоцветника овальные, заострённые, центральная верхняя доля более широкая и притуплённая. В цветке 3 тычинки, прикреплённых внутри трубки. Окраска цветков фрезии может быть практически любой: белой, кремовой, жёлтой, оранжевой, розовой, красной, сиреневой, голубой, фиолетовой (часто с контрастным зевом). Завязь трёхгнёздная, семенные коробочки маленькие, обратнояйцевидные, трёхгнёздные; семена тёмно-коричневые, угловато-округлые.

## Распространение и экология
Большинство видов фрезии происходят из Капской области Южной Африки, из-за чего растение иногда называют «капским ландышем». Два вида распространены в тропической Африке. Северная граница ареала рода достигает Демократической Республики Конго, Уганды и Кении.

## Значение и применение
В качестве декоративного растения фрезия разводится с начала XIX века. В культуре распространена Фрезия гибридная (Freesia × hybrida) с сильным, напоминающим ландышевый, ароматом (около 150 сортов), произошедшая от фрезии надломленной (Freesia refracta) с палево-жёлтыми цветками, фрезии Лейхтлина (Freesia leichtlinii) с белыми цветками и фрезии Армстронга (Freesia armstrongii) с розовыми цветками. Ведущей страной по выращиванию фрезий считаются Нидерланды.

## Размножение
Фрезия размножается семенами и луковицами. Луковицы высаживают весной (в мае) в субстрат (толщина слоя не менее 15—20 см). Глубина посадки на лёгкой почве — 12 см от донца, на средней — 8—10 и на тяжёлой — 6 см. Растение требует регулярного полива. Питательный субстрат должен быть рыхлым и водопроницаемым.

## Культура выращивания
Фактически фрезию можно выращивать круглый год, время цветения зависит от срока посадки клубнелуковиц. В регионах с холодным климатом садовые формы фрезии выращивают в открытом грунте с выкопкой луковиц на зиму; гибридная фрезия — горшочная культура. Фрезия предпочитает защищённые светлые места, лёгкую и хорошо дренируемую почву, обилие свежего воздуха.

## Виды
По информации базы данных The Plant List род включает 16 видов:
- Freesia alba (G.L.Mey.) Gumbl. (синоним F. leichtlinii subsp. alba (G.L.Mey.) J.C.Manning & Goldblatt) - Северо-Капская провинция
- Freesia andersoniae L.Bolus - Северо-Капская провинция, Фри-Стейт
- Freesia caryophyllacea (Burm.f.) N.E.Br. (синоним F. elimensis L.Bolus, F. parva N.E.Br., F. xanthospila (DC.) Klatt) - Северо-Капская провинция
- Freesia corymbosa (Burm.f.) N.E.Br.  (синоним F. armstrongii W.Watson, F. brevis N.E.Br., F. aurea Hend., F. odorata (G.Lodd. ex Bosse) Eckl. ex Klatt) - Северо-Капская провинция
- Freesia fergusoniae L.Bolus - Северо-Капская провинция
- Freesia fucata J.C.Manning & Goldblatt - Северо-Капская провинция
- Freesia grandiflora (Baker) Klatt - Заир, Танзания, Малави, Мозамбик, Замбия, Зимбабве, Эсватини, северо-восток Южной Африки
- Freesia laxa (Thunb.) Goldblatt & J.C.Manning (синоним F. cruenta (Lindl.) Klatt) - от Руанды и юга Кении до Северо-Капской провинции
- Freesia leichtlinii Klatt (синоним F. middlemostii F.Barker, F. muirii N.E.Br.) - Северо-Капская провинция
- Freesia marginata J.C.Manning & Goldblatt - Северо-Капская провинция
- Freesia occidentalis L.Bolus (синоним F. framesii L.Bolus) - Северо-Капская провинция
- Freesia praecox J.C.Manning & Goldblatt[4] - Северо-Капская провинция
- Freesia refracta (Jacq.) Klatttypus (синоним F. hurlingii L.Bolus) - Северо-Капская провинция
- Freesia sparrmanii (Thunb.) N.E.Br. - Лангеберх, Северо-Капская провинция
- Freesia speciosa L.Bolus (синоним F. flava (E.Phillips & N.E.Br.) N.E.Br.) - Северо-Капская провинция
- Freesia verrucosa (B.Vogel) Goldblatt & J.C.Manning (синоним F. juncea (Pourr.) Klatt) - Северо-Капская провинция
- Freesia viridis (Aiton) Goldblatt & J.C.Manning - Намибия, Северо-Капская провинция

- Фрезия в естественной среде
- Freesia alba (F. leichtlinii subsp. alba)
- Freesia caryophyllacea
- Freesia corymbosa
- Freesia grandiflora
- Freesia laxa
- Садовый культивар Freesia refracta
- Разнообразие садовых фрезий
- Фрезия с лиловой окраской цветов
- Freesia verrucosa
- Freesia viridis из Curtis's Botanical Magazine, том 31, таблица 1275 (указана под синонимом Tritonia viridis)
- Freesia viridis subsp. crispifolia